# 編組場

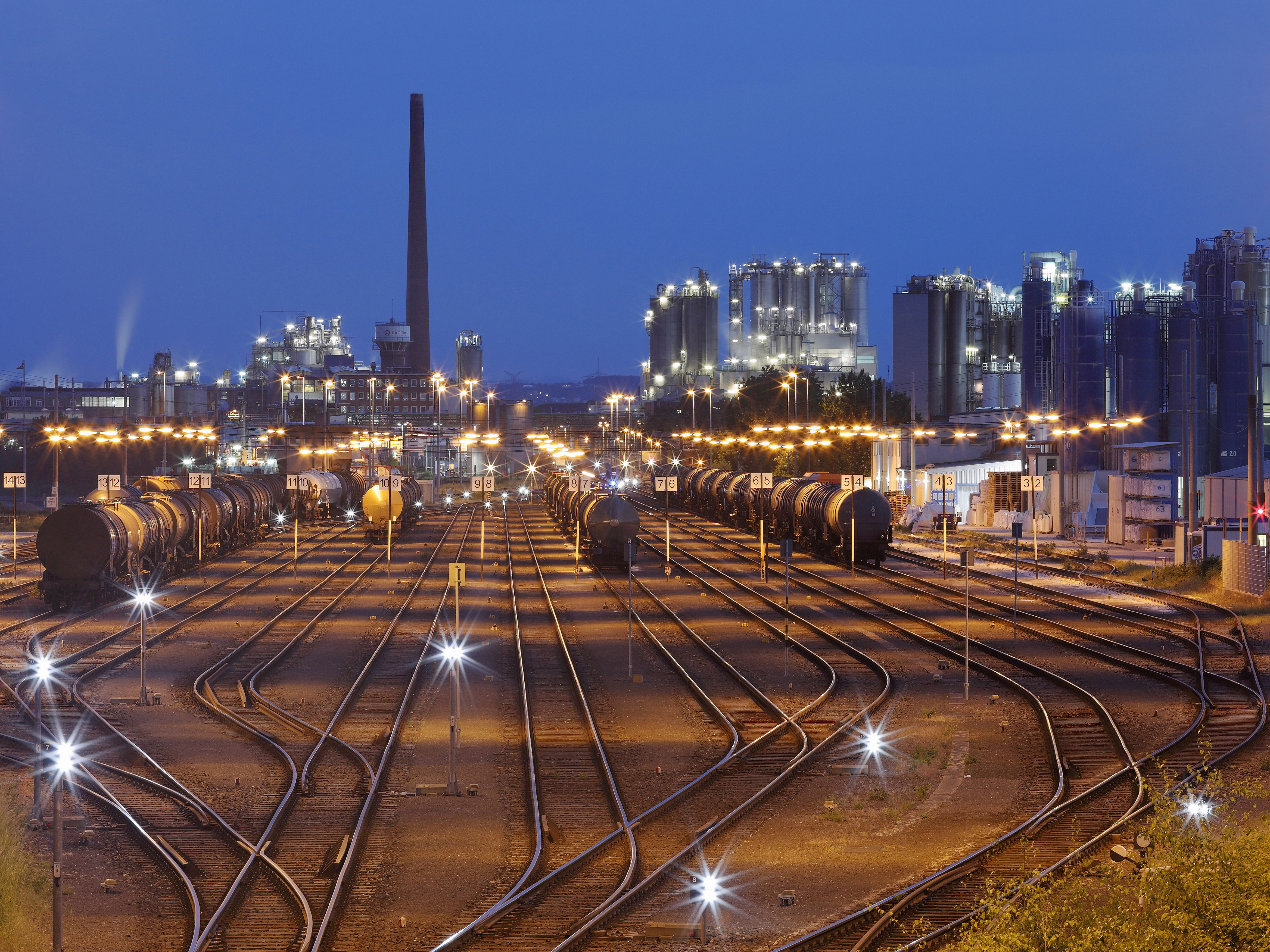
傍晚的科隆哥多夫調車場。

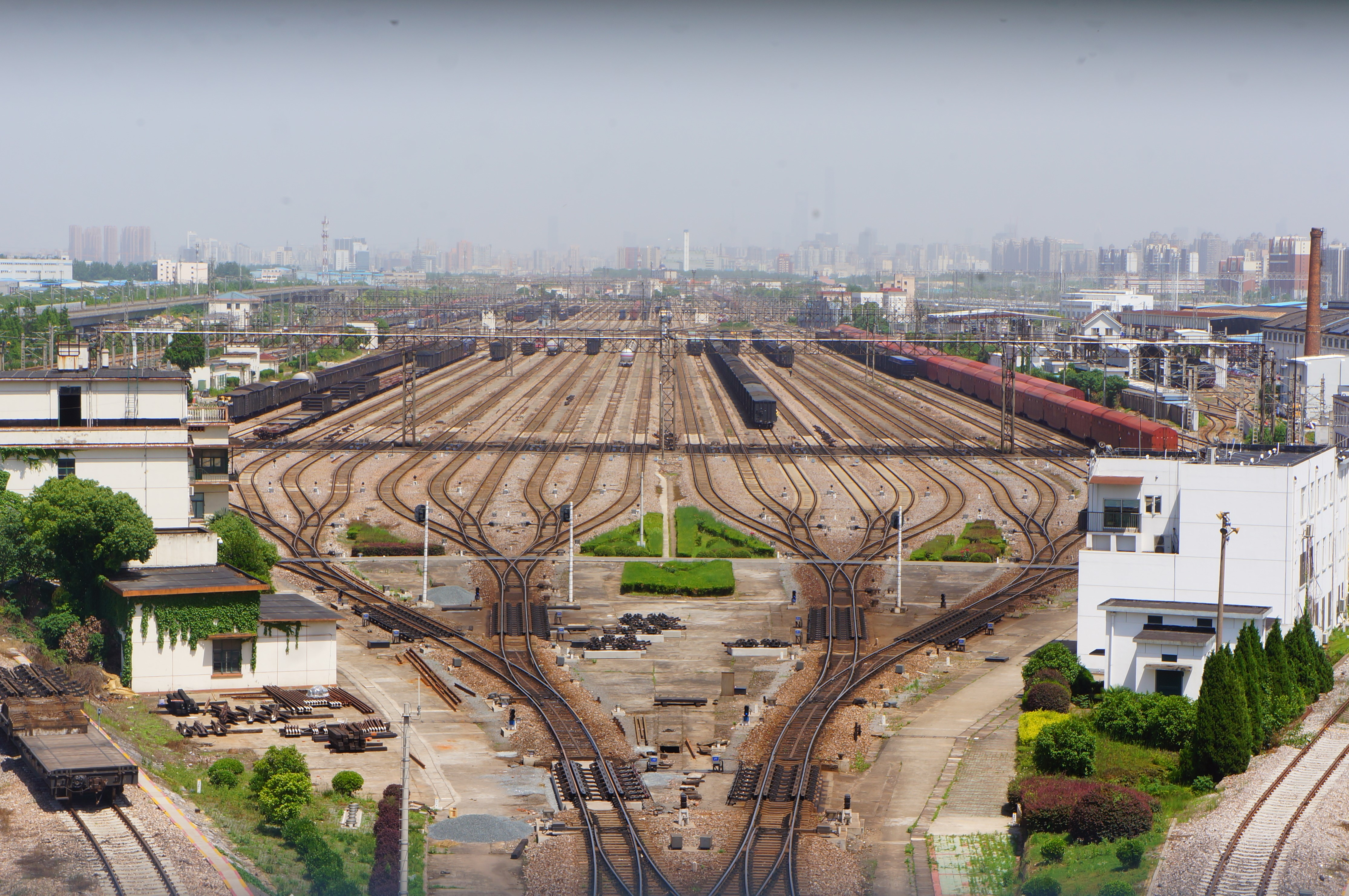
中国上海的南翔编组场

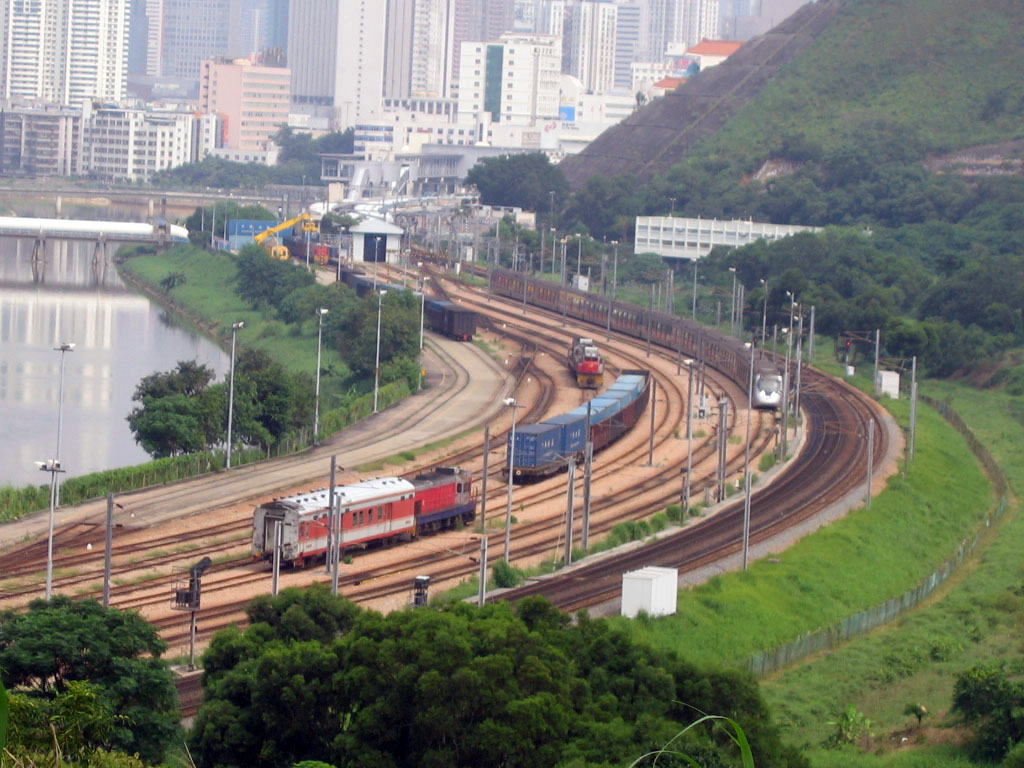
香港鐵路有限公司羅湖編組站

調車場（英文：Classification yard），也称编组站，是鐵路车站集中處理大量列車到達、解體、編組、出發等列車作業，並為此設有比較完善的調車作業设施的固定作业区域。編組場其主要任務是根據列車編組計劃的要求，大量處理貨物列車的解體和編組作業。對貨物列車中的車輛進行技術檢修和貨運檢查整理工作，並按照列車運行時間表，準時接發列車。通常設在鐵路枢纽，或有大量列車集散的工業區或港口。
編組場一般設有專用的到達场、出发场和調車場，以及駝峰調車設備。较大的編組場前通常将待编列车推入调车场前的一个人工建造山坡（称为驼峰）上，然后利用重力溜放列车至调车场线路。车辆从驼峰峰顶至调车线时的溜放（bowl）速度，一般在5公里/小时左右，并且受调车场速度控制设备或现场的制动员人工放置铁鞋（skate）或手闸来控制，既不能太慢被后续溜放的车组追上（保持适当的间隔使得调车场头部的道岔能及时动作），也不能太快与调车线上的存车猛烈撞击。
在中国铁路系统中，部分区段站乃至货运站也设有调车作业设施进行编组业务业务。

## 结构
由于编组站驼峰工作方向是单向、固定的，故一个完整的编组站至少包含三个站场:
- 到达场（Receiving Yard）
- 编组场（或称调车场，Class Yard）：调车场的各条轨道线路，称为调车线。调车场头部的溜放部分，称为 classification bowl[3]。在欧洲与中国，调车场通常用20-40条调车线，划分为“线束”（fans of tracks或者balloons of tracks），通常每组减速器后为8条调车线。
- 出发场（Departure Yard）

到达场是待解编列车停留的车场，由调车机车將列车推上驼峰；在编组场，正在解编的列车自驼峰顶端依重力溜至各股道，各股道車輛连接编组为新的列车駛離，目的地一般爲下一编组站或本鐵路樞紐内小运转，也可能是空车、清洗车或待修理车的股道。在出发场，调车机车將编组场内已编好的列车拖出，转移至出发场股道上等待调度行车指令，然后挂上货运机车駛離出发场前往目的地。
编组站各部分布局按车场相互排列位置的不同编组站又可分为以下3种，以增加调车效率。
- 横列式（In-Line）：到达场、调车场和出发场依次纵向排列。
- 纵列式（Parallel）：到达场、调车场和出发场依次横向排列。
- 混合式：到达场与调车场纵列布置，出发场并列在调车场的两侧。

调车场除有调车设备，一般还有货运机车整备、车辆检修等设备，因此往往设有机务段（或机务折返段、机务车间）、车辆段（车辆段修）、列检所、站修所、货洗所（清洗货车车辆）等机构。货运设备包括加冰线、倒装线、牲畜车、鱼苗车、蜂箱车的上水换水。客运设备有客运站房站台或客运乘降所。

## 人员配备
调车场人员配备上，每班人员设：
- 值班主任一人，领导、管理全班工作；
- 值班员一人或两人，也称值班站长，负责车站的行车运转指挥；
  - 助理值班员若干人，负责外勤接发列车；
- 调度员一人，即“站调”，负责本班调车计划的安排、实施、领导；
- 信号长一人或多人，负责不同方向的接发车信号的实施指挥。[4]
  - 信号员，根据信号长的口令操作信号设备接发车。
- 调车区长，负责所管调车区的全部工作
  - 调车长，领导指挥调车组的工作
    - 制动长，领导制动小组工作
      - 制动员：负责给溜放的车皮适时下铁鞋

    - 连接员：负责给待解体的列车在车厢连接处摘解“提钩”，在溜放集结后的车厢连挂

  - 扳道长和扳道员：领导和实施扳道工作

在調車場工作的工務人員，需要通過考試方能成為其中一員。以中華民國(臺灣)的交通部臺灣鐵路管理局為例，欲進入其調車場工作，需先通過考試院考選部國家考試中的特種考試鐵路人員考試(簡稱鐵路特考)，方符合資格，且最起碼也得通過佐級考試，才有其資格。其晉升管道是佐級晉員級、員級晉高員級(仿造日本鐵路)。

## 纪录
- 世界上最大的调车场：美国内布拉斯加州的联合太平洋铁路公司的贝利编组站（英语：Bailey Yard）占地11.5 km2，长度超过13 km，宽度3.2 km。200条线路总长507 km，985组道岔，766组渡线，17条到达线，16条出发线。 雇员近2600人。平均日办理139趟列车，超过14 000车辆通过，双向驼峰平均日改编3000辆。东行驼峰高10米，西行驼峰高6.1米。东行调车场65条线，西行调车场49条线。有东行机车整备所、西行机车整备所、机车站修车间、车辆站修所。
- 欧洲最大的调车场是德国汉堡附近的马申编组站（英语：Maschen Marshalling Yard）。占地280公顷，长7000米，最大宽700米。[5]线路总长300km。有6座信号楼（英语：signal box），825座道岔，100个主体信号，115个距离信号，688个调车信号。作为双向编组站，有两座驼峰与两个编组场（formation yard）。北-南向有16条到达线，48条编发线；南-北向有17条到达线与64条编发线。车辆段有8条修车线。 机务段有一座2条线的检修库与若干条室外存车线。在1970年代成为全自动驼峰调车系统，日改编11000台车辆能力。[6]1985年12月11日创造了日改编作业量纪录：8400辆。1990年代初期平均日改编8000辆；2009年日改编4000辆。

## 另見
- 維修廠
- 駝峰